# أرماند هغ
أرماند هغ (بالإنجليزية: Armand Hug)‏ هو عازف جاز وعازف بيانو أمريكي، ولد في 6 ديسمبر 1910 في نيو أورلينز في الولايات المتحدة، وتوفي بنفس المكان في 19 مارس 1977.

## وصلات خارجية
- أرماند هغ على موقع ميوزك برينز (الإنجليزية)
- أرماند هغ على موقع أول ميوزيك (الإنجليزية)
- أرماند هغ على موقع ديسكوغز (الإنجليزية)